# Речной протей
Речной протей (лат. Necturus lewisi) — вид хвостатых земноводных из семейства протеев.

## Распространение
Эндемик США, обитает в бассейне рек Тар-Памлико и Ньюс, протекающих в Северной Каролине.

## Описание
Общая длина колеблется от 16,5 до 28 см. Наблюдается половой диморфизм: самка крупнее самца. Голова вытянутая, морда сжатая сверху и усеченная. Жабры плотные, тёмно-красного цвета. Туловище коренастое, на задних конечностях по четыре пальца. Хвост сжат с боков и ребристый. Окраска спины ржаво-коричневая с многими крупными голубовато-чёрными пятнами. Брюхо от тёмно-коричневого до серого цвета, с таким же пятнами, как и на спине. Кожа выделяет ядовитый секрет, который защищает от хищников.

## Образ жизни
Предпочитает мелкие водоёмы с относительно быстрым течением. Встречается на высотах до 116 м над уровнем моря. Активен в ночное время суток, в течение дня прячется в углублениях под камнями или в норах. Питается в основном насекомыми, улитками, червями и членистоногими, взрослые особи нападают также и на мелких рыб, саламандр и змей.

## Размножение
Период размножения длится с декабря до марта. Откладывание яиц происходит в апреле—мае. Самка откладывает около 35 яиц диаметром 8-9 мм.